# Сарфараз-хан
Сарфараз-хан (бл. 1700 — 29 квітня 1740) — Наваб Бенгалії, онук Муршида Кулі-хана.

## Правління
Був надзвичайно набожним і поміркованим правителем. Віддав управління державою до рук своїх назимів, а сам переймався винятково релігійними питаннями. Така зневага до політики призвела до поступового зростання потужності Аліварді-хана, назим Азімабада (Патна). Згодом між двома володарями спалахнув конфлікт, що призвів до поразки й загибелі наваба. Новим навабом став Аліварді-хан, створивши нову династію на бенгальському престолі.